# Cyclodinus mediobrunneus
Cyclodinus mediobrunneus là một loài bọ cánh cứng trong họ Anthicidae. Loài này được Pic mô tả khoa học năm 1893.